# جون باور لويس
جون باور لويس هو محامي وسياسي كندي، ولد في 18 مارس 1817 في باريس في فرنسا، وتوفي في 24 يناير 1874 في أوتاوا في كندا. حزبياً، نشط في حزب كندا المحافظ. وقد انتخب عمدة أوتاوا ‏ (1855 – 1857) وانتخب عمدة أوتاوا ‏ (1848 – 1848).